# Lu Xiujing

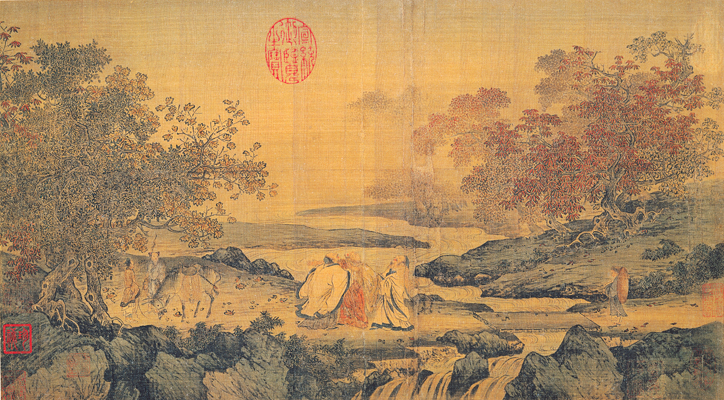
Lu Xiujing (links) mit Huiyuan und Tao Yuanming

Lu Xiujing (chinesisch 陸修靜, W.-G. Liu Hsiu-ching; * 406; † 477) war ein Daoist und Gelehrter aus der Zeit der 
Liu-Song-Dynastie. Er war der 7. Patriarch der Schule des Shangqing-Daoismus. Im Jahr 461 zog er sich auf den Lushan zurück.

## Daoistischer Kanon
Lu Xiujing sammelte daoistische Schriften, stellte den ersten Daoistischen Kanon zusammen und veröffentlichte einen Katalog dazu, das Werk Sandong jingshu mulu (三洞经书目录|三洞经书目录).